# سوني ثوس
سوني ثوس (بالتاغالوغية: Joachim Thoss)‏ مواليد 7 ديسمبر 1981 في بورت مورسبي، هو لاعب كرة سلة فلبيني. بدأ مسيرته الاحترافية في سنة 2004. يلعب في الرابطة الفلبينية لكرة السلة كلاعب وسط. يحمل الرقم 7. يبلغ طوله 6 قدم 7 بوصة (2.0 م). مثّل منتخب بلاده.

## روابط خارجية
- سوني ثوس على موقع الاتحاد الدولي لكرة السلة (الإنجليزية)
- سوني ثوس على موقع كرة السلة الأوروبية.كوم (الإنجليزية)
- سوني ثوس على موقع ريلجم (الإنجليزية)
- سوني ثوس على موقع بروبوليرز (الإنجليزية)